# Bragasellus lagari
Bragasellus lagari är en kräftdjursart som beskrevs av Henry och Guy Magniez 1973. Bragasellus lagari ingår i släktet Bragasellus och familjen sötvattensgråsuggor. Inga underarter finns listade i Catalogue of Life.